# Chelidonis
Chelidonis eller Chilonis (Greek: Χελιδονίς) var en spartansk prinsessa, mor till kung Areus II.
Hon var dotter till prins Leotychidas och gift med den mycket äldre prins Cleonymus av Sparta. Hon var otrogen mot sin make med Acrotatus. 
Cleonymus lämnade Sparta och lierade sig med Pyrrhus av Epiros samt förmådde denne att anfalla Sparta. Tillsammans med de andra kvinnorna deltog Chelidonis i byggandet av ett dike framför spartanernas försvarsställningar för att sedan vid anfallet gömma sig med en snara runt halsen redo att hänga sig för att undgå att tagas levande av Cleonymus. 
Pyrrus företag misslyckades, varefter Chelidonis och Acrotatus lyckligen förenades.